# Arctia brunnea
Arctia brunnea är en fjärilsart som beskrevs av Arnold Spuler 1906. Arctia brunnea ingår i släktet Arctia och familjen björnspinnare. Inga underarter finns listade i Catalogue of Life.